# Andreas Walzer
Andreas Walzer (Homburg, Saarland, 20 de maig de 1970) va ser un ciclista alemany que fou professional entre 1997 i 2001. Combinà el ciclisme en pista amb la carretera.
Com a ciclista amateur va prendre part en els Jocs Olímpics de Barcelona de 1992, en què guanyà la medalla d'or en la prova de persecució per equips, formant equip amb Jens Lehmann, Michael Glöckner i Stefan Steinweg.
La seva carrera professional fou sols de cinc anys degut a problemes cardíacs que l'obligaren a posar punt final el 2001. En aquest temps tingué temps de guanyar dos campionats nacionals de contrarellotge, el 1997 i 1999.

## Palmarès
- 1991
  -  Campió del món amateur de persecució per equips, amb Jens Lehmann, Michael Glöckner i Stefan Steinweg
  - Vencedor d'una etapa del Tour de Lieja
- 1992
  -  Medalla d'or als Jocs Olímpics de Barcelona en persecució per equips, formant equip amb Jens Lehmann, Michael Glöckner, Guido Fulst i Stefan Steinweg
- 1993
  - 1r a la Sachsenringradrennen
  -  Medalla de plata al campionat del món amateur de contrarellotge per equips
- 1994
  - 1r a la Rund um die Nürnberger Altstadt
- 1996
  - Vencedor d'una etapa del Tour de Hessen
- 1997
  -  Campió d'Alemanya de CRI
  - Vencedor d'una etapa del Tour de Langkawi
  - Vencedor d'una etapa del Tour de Hessen
- 1998
  - 1r a l'OZ Wielerweekend i vencedor d'una etapa
- 1999
  -  Campió d'Alemanya de CRI